# Tubular Bells III
Tubular Bells III is het achttiende studioalbum van Mike Oldfield. Het is het derde deel uit de serie Tubular Bells en Tubular Bells II.

## Inleiding
Oldfield was midden 1996 verhuisd vanuit Buckinghamshire naar Casa Atlantis, Es Cubells, Ibiza alwaar hij weer een nieuwe geluidsstudio bouwde. Aanvullende opnamen vonden plaats in Londen. Dat Ibiza met zijn clubcircuit inspireerde hem richting muziek die meer elektronisch en dansmuziek ging. Daarbij speelde hij leentjebuur bij thema's uit de eerste twee albums uit de serie. Ook samplede hij fragmenten van de vorige albums, zo kwam een drumpartij van Simon Phillips uit Moonlight Shadow terecht in Man in the rain. Alhoewel zijn platencontract bij Warner Bros. inmiddels was afgelopen, overtuigde hij de bazen ervan het album toch via hun uit te brengen. Het album werd gestoken in een platenhoes die ook teruggreep op het originele Tubular Bells. Opnieuw was de basis een verwrongen buisklok (tubular bell), ditmaal tegen een grijze achtergrond.

## Musici
- Mike Oldfield – alle muziekinstrumenten

Behalve
- Cara Dillon – zang Man in the rain (Cara Dillon is lid van Polar Star, een kort bestaande band)
- Heather Burnett – zang op Man in the rain
- Rosa Cedrón – zang op The inner child (Cedrón is lid van Luar Na Lubre)
- Amar – zang op The source of secrets, Jewel in the crown en Secret
- Clodagh Symonds, Francesca Robertson – zang Far above the clouds

## Muziek
| Nr. | Titel                             | Duur |
| --- | --------------------------------- | ---- |
| 1.  | The source of secrets (Oldfield)  | 5:35 |
| 2.  | The watchful eye (Oldfield)       | 2:09 |
| 3.  | Jewel in the crown (Oldfield)     | 5:45 |
| 4.  | Outcast (Oldfield)                | 3:49 |
| 5.  | Serpent dream (Oldfield)          | 2:53 |
| 6.  | The inner child (Oldfield)        | 4:41 |
| 7.  | Man in the rain (Oldfield)        | 4:03 |
| 8.  | The top of the morning (Oldfield) | 4:26 |
| 9.  | Naamloos (Oldfield)               | 4:25 |
| 10. | Secrets (Oldfield)                | 3:20 |
| 11. | Far above the clouds (Oldfield)   | 5:30 |

## Ontvangst
Afgaande op de diverse albumlijsten verkocht het album minder goed dat Tubular Bells I en Tubular Bells II. Het algemene beeld in de West-Europese albumlijsten stond het album korter in de lijst en haalde het een lagere topnotering. Toch zouden er in Spanje nog 400.000 exemplaren verkocht. In de Nederlandse Album Top 100 kwam het in vier weken niet verder dan plaats 46. Ter vergelijking Tubular Bells haalde respectievelijk 18 weken met plaats 2, Tubular Bells II 13 weken met plaats 15. Engeland deed het nog relatief goed met negen weken notering met een hoogste plaats 4. Het had zware concurrentie van Boyzone (Where we belong), The Corrs (Talk on corners) en Savage Garden (gelijknamig album).

## Nasleep
Daadwerkelijke promotie vond pas een jaar later plaats, terwijl hij ook het album Guitars promootte. Wel vonden er losse concerten plaats. De eerste daarvan vond plaats op 4 september 1998 in Horse Guards Parade in Londen, waarbij 7000 toehoorders aanwezig waren; het concert vond plaats in de stromende regen. Het optreden werd vastgelegd uit uitgegeven op video Tubular Bells III Live. 
Al tijdens de opnamen van het album verliet Oldfield Ibiza al weer; hij dreigde ten onder te gaan aan alcoholisme en drugs. Hij keerde terug naar Chalfont St. Giles en maakte het album in Londen af. Het pand op Ibiza werd gekocht door Noel Gallagher.
Tubular Bells · Hergest Ridge · Ommadawn · Incantations · Platinum · QE2 · Five miles out · Crises · Discovery · The Killing Fields · Islands · Earth Moving · Amarok · Heaven's open · Tubular Bells II · The songs of distant earth · Voyager · Tubular Bells III · Guitars · The Millennium Bell · Tr3s lunas · Tubular Bells 2003 · Light + Shade · Music of the Spheres · Man on the Rocks · Return to Ommadawn ·